# Ignacio Barrios
Pour les articles homonymes, voir Ignacio Barrios.
 (septembre 2012).
Si vous disposez d'ouvrages ou d'articles de référence ou si vous connaissez des sites web de qualité traitant du thème abordé ici, merci de compléter l'article en donnant les références utiles à sa vérifiabilité et en les liant à la section « Notes et références ».
 (septembre 2012).
Améliorez-le ou discutez des points à vérifier. 
Ignacio Barrios, né le 10 mars 1930 à Zacualpan et mort le 22 janvier 2013, est un peintre mexicain notable par son travail uniquement consacré à l'aquarelle. C'est un des aquarellistes les plus renommés de son pays,. Bien qu'il aborde divers sujets dans sa peinture, ses paysages sont les plus appréciés.

## Biographie
« L'art doit être entièrement spontané, juste à l'image de l'artiste : faillible, transitoire, limité.[réf. nécessaire] »

Barrios naît à Mineral de Zacualpan, dans l'État de Mexico, Mexique, le 10 mars 1930. Il est le cadet d'une famille de cinq enfants d'Eustolio Barrios Hernández (un mineur et agriculteur du village) et d'Isabel Prudencio Flores. Dès son enfance, Barrios se sent profondément attiré par la nature, trait qu'il hérite de son père, qui chaque matin surveillait les forêts de la localité et les protégeait contre l'abattage illégal. Pendant plusieurs années, la famille Barrios vit de la vente de fruits et de fleurs qu'ils récoltent près de leur maison. Ignacio Barrios partagera ses souvenirs à travers son travail de natures mortes avec des fleurs de toutes les couleurs.
Son intérêt pour la peinture est évident très tôt dans sa vie : il s'échappe parfois de l'école pour dessiner les champs environnants, ce qui cause de nombreux problèmes à l'école bien aussi que chez lui. C'est pendant cette période de pauvreté dans laquelle vivait sa famille, qu'il commence à fabriquer ses propres matériaux de peinture ; par exemple, il prend quelques crins de cheval pour s'en faire un pinceau.

« J'ai commencé à peindre lorsque j'étais encore très jeune. Je n'avais que sept ou huit ans lors que j'ai créé ma première aquarelle ; évidemment, je ne comprenais pas encore le concept d'art ni les concepts associés, je me sentait content tout simplement avec l'action de peindre et colorer. Peu à peu, ce qui commença comme un hobby, se transformait en passion, une passion tellement forte que je me sentait trop fréquemment tiré hors la salle de classe vers la campagne, précipité dans une nécessité quasi insatiable d'être en contact avec la nature. C'est la raison pour laquelle j'échouai le second et troisième an à l'école primaire, et pour la que je fut donc durement puni par mon père de façon quotidienne. Cette situation se répétait invariablement à la fin de chaque cycle scolaire, jusqu'au cinquième degré d'école primaire : ce fut donc le moment ou finalement, après avoir subi d'innombrables punitions, je décidai de m'enfuir du village, après huit ans (1937–1945) d'absence constante à l'école Roque Diaz... »

En 1946 Barrios arrive à Cuernavaca, capitale de Morelos, invité par un ami qui lui avait proposé d'y prendre des leçons de peinture. Quelle fut sa déception lorsque Barrios reçut un grand pinceau, un pot de peinture, et les instructions nécessaires à repeindre les murs d'un magasin. L'artiste raconte avec humour que ce fut son premier travail officiel de peintre. Il reste à Cuernavaca pendant un an avant de partir pour la ville de Mexico, où il s'inscrit à l'Académie San Carlos (1948), grâce, en partie, au support qu'il reçoit de l'éminent muraliste Diego Rivera, qu'il rencontre dès son arrivée à la capitale. Rivera lui donnera de nombreux conseils et enseignements sur les techniques d'illustration et couleur.
En 1949, Barrios commence à travailler comme dessinateur de panneaux d'affichage chez Eureka Rótulos Neón. C'est ici où il connaîtra son premier mécène, M. Alejandro Tajonar Torres. À partir de ce moment-là, Barrios gagne un salaire fixe (1950-1952) lui permettant de continuer ses études à l'École d'Art et Publicité (Escuela Libre de Arte y Publicidad), où il fut l'un des élèves de Ricardo Bárcenas. Durant cette époque, Barrios fait connaissance de membres prestigieux du monde des beaux-arts, dont Carlos Inclán et le général Ignacio Beteta. Vers la fin de ses études, Barrios gagne un concours de dessin qui lui ouvre les portes d'une ligne aérienne naguère importante au Mexique, Mexicana de Aviación. C'est alors que Barrios connaît son deuxième mécène, M. José Antonio Patiño, qui n'eut pas mal à remarquer que Barrios avait une inclination plus forte pour la peinture artistique que pour le dessin commercial. Patiño se sent donc motivé à agir en support de l'inspiration et talent du peintre et lui donne l'opportunité de voyager autour du monde et organise aussi une série d'expositions de son œuvre. Ainsi, depuis 1965, poussé par les efforts de son bienfaiteur, Barrios se dévoue complètement à l'aquarelle.

## Éducation et influences
Bien qu'il étudia sept mois à l'Académie San Carlos (1948) et un an à l'École de Peinture et Sculpture Esmeralda, où il fut l'élève du reconnu muraliste Raúl Anguiano (1948-1949), Ignacio Barrios peut être considéré rigoureusement comme un artiste autodidacte, qui constamment cherche sa propre rénovation et le remodelage de son œuvre. Au moment où il sentait que les études à l'Académie n'étaient pas suffisantes pour apaiser son esprit toujours agité, il abandonne la salle de classe et continue à apprendre par ses propres méthodes.
Nonobstant, l'influence du célèbre artiste Ricardo Bárcenas est notoire dans ses premiers dessins, et celle du Générale Beteta se manifeste dans les premiers paysages. Une référence importante est le réputé anglais William Turner, de qui Barrios prend plusieurs éléments lui permettant d'achever sa propre texture et son propre ambiance. Et finalement, il apprend la technique de « style libre » et l'usage des textures humides de l'aquarelliste américain John Marin.

## Œuvre
Barrios débute avec des paysages classiques et académiques. Des critiques admirent comment il a pu aller du costumbrismo à l'impressionnisme, puis au surréalisme. Il a récemment[Quand ?] laissé l'art figuratif un peu de côté pour essayer des créations demi-abstraites. Son œuvre est principalement caractérisée par les paysages (mexicains aussi bien qu'internationaux), art urbain, marine, nature morte, corps humain, portraits, art abstrait et demi-abstrait. Consolidé dans le monde artistique grâce à ses aquarelles de paysages, Barrios a aussi développé et reproduit la figure humaine jusqu'à atteindre un niveau esthétique également magnifique.
De 1965 jusqu'à 1981, son œuvre se distingue particulièrement par l'usage de tonalités gris et ocre, avec lesquelles il crée des teintes harmonieuses. Ces années marquent l'européanisation de Barrios, car une étape considérablement importante de son évolution comme peintre se déroule en Europe[pourquoi ?]. Durant les années 1980, son œuvre commence à acquérir une plus grande variété de couleurs, ce qui a revigoré l'expressivité de ses peintures.
L'œuvre de Barrios est facilement reconnaissable. Sa maîtrise de l'eau et sa façon de traiter l'humidité rendent son travail toujours plus complexe. Ceci, conjugué avec ses traits d'impressionnisme, lui permet de, comme il dit, « laisser l'eau parler sa propre langue ».

## Distinctions
Tout au long de sa trajectoire comme aquarelliste, Barrios a reçu nombre d'hommages et distinctions, dont le Prix à la Meilleure aquarelle de l'Association d'aquarellistes du Mexique (Círculo de Acuarelistas de México) pour El Valle del Silencio (La Vallée du Silence), en 1981 et la médaille José María Velasco de l'État de Mexico comme reconnaissance de ses réalisations dans le domaine des Arts Plastiques (1986) En 2004, l'ex-gouverneur de l'État de Mexico, Arturo Montiel Rojas, organise un hommage pour Barrios à l'occasion de la re-inauguration du Musée de l'Aquarelle à Toluca, capitale de l'état, où l'on peut apprécier une exposition permanente de son œuvre. D'autre part, le Programme Continental des Actualités du Cinéma (Noticiero Continental de Cine) a dévoué neuf émissions à cet artiste mexicain. Depuis 1980, Barrios a consacré une part de ses efforts à l'enseignement de la peinture et a sans doute influencé des nouvelles générations d'aquarellistes. Parmi ses élèves, on trouve Gabriela Abud et Ulises Castro.

## Expositions
Sa première exposition eut place chez le Palais Canton, à Mérida, Yucatán, en 1964. Il en a eu beaucoup plus depuis celle-là, au Mexique et à l'étranger. Son œuvre est présente en Jamaïque, aux États-Unis, en Angleterre, au Canada, au Japon, en Espagne, Allemagne, Italie, Pologne, Russie, Ukraine, Estonie, Argentine, El Salvador et Colombie.